# ATP Finals 2018
El Nitto ATP Finals 2018, també anomenada Copa Masters masculina 2018, és l'esdeveniment que tanca la temporada 2018 de tennis en categoria masculina. La 49a edició en individual i la 43a en dobles es van celebrar sobre pista dura entre l'11 i el 18 de novembre de 2018 al The O2 arena de Londres, Regne Unit.
El tennista alemany Alexander Zverev va guanyar el títol més important del seu palmarès i el quart de la temporada. Fou el tennista més jove en guanyar aquest torneig des de Novak Đoković l'any 2008, a qui precisament va derrotar en la final d'enguany i que ja s'havia assegurat el número 1 del rànquing individual. La parella estatunidenca formada per Mike Bryan i Jack Sock van culminar la mitja temporada espectacular que han realitzat junts. Des de la lesió la greu lesió de Bob Bryan a mitjans de temporada, Sock i Mike Bryan va formar parella des del juny, i des de llavors només ha perdut sis partits que els ha permès guanyar quatre grans títols. A més, Bryan va consolidar el seu número 1 en el rànquing de dobles.

## Individual

### Classificació
| Núm. | Tennista                         | Grand Slam | Grand Slam | Grand Slam | Grand Slam | Masters 1000 | Masters 1000 | Masters 1000 | Masters 1000 | Masters 1000 | Masters 1000 | Masters 1000 | Masters 1000 | Altres millors resultats | Altres millors resultats | Altres millors resultats | Altres millors resultats | Altres millors resultats | Altres millors resultats | Punts | Torn. |
| ---- | -------------------------------- | ---------- | ---------- | ---------- | ---------- | ------------ | ------------ | ------------ | ------------ | ------------ | ------------ | ------------ | ------------ | ------------------------ | ------------------------ | ------------------------ | ------------------------ | ------------------------ | ------------------------ | ----- | ----- |
| Núm. | Tennista                         | AUS        | RG         | WIM        | USO        | INW          | MIA          | MAD          | ROM          | CAN          | CIN          | XAN          | PAR          | 1                        | 2                        | 3                        | 4                        | 5                        | 6                        | Punts | Torn. |
| 1    | Novak Đoković 08/09/2018         | R16 180    | QF 360     | G 2000     | G 2000     | R64 10       | R64 10       | R32 45       | SF 360       | R16 90       | G 1000       | G 1000       | F 600        | F 300                    |                          |                          |                          |                          |                          | 8.045 | 15    |
| −    | Rafael Nadal 11/08/2018          | QF 360     | G 2000     | SF 720     | SF 720     | A 0          | A 0          | QF 180       | G 1000       | G 1000       | A 0          | A 0          | A 0          | G 1000                   | G 500                    |                          |                          |                          |                          | 7.480 | 9     |
| 2    | Roger Federer 08/09/2018         | G 2000     | A 0        | QF 360     | R16 180    | F 600        | R64 10       | A 0          | A 0          | A 0          | F 600        | SF 360       | SF 360       | G 500                    | G 500                    | F 300                    | G 250                    |                          |                          | 6.020 | 12    |
| −    | Juan Martín del Potro 03/10/2018 | R32 90     | SF 720     | QF 360     | F 1200     | G 1000       | SF 360       | R16 90       | R16 90       | A 0          | QF 180       | R16 90       | A 0          | G 500                    | F 300                    | F 150                    | F 150                    |                          |                          | 5.300 | 15    |
| 3    | Alexander Zverev 12/10/2018      | R32 90     | QF 360     | R32 90     | R32 90     | R64 10       | F 600        | G 1000       | F 600        | QF 180       | R32 10       | SF 360       | QF 180       | G 500                    | SF 360                   | G 250                    | SF 180                   | SF 180                   |                          | 5.085 | 20    |
| 4    | Kevin Anderson 28/10/2018        | R128 10    | R16 180    | F 1200     | R16 180    | QF 180       | QF 180       | SF 360       | R32 10       | SF 360       | R16 90       | QF 180       | R16 90       | G 500                    | F 300                    | G 250                    | F 150                    |                          |                          | 4.310 | 21    |
| 5    | Marin Čilić 02/11/2018           | F 1200     | QF 360     | R64 45     | QF 360     | R32 45       | R16 90       | A 0          | SF 360       | QF 180       | SF 360       | R32 10       | QF 180       | G 500                    | QF 180                   |                          |                          |                          |                          | 4.050 | 18    |
| 6    | Dominic Thiem 02/11/2018         | R16 180    | F 1200     | R128 10    | QF 360     | R32 45       | A 0          | F 600        | R32 10       | R32 10       | A 0          | R32 10       | SF 360       | G 250                    | G 250                    | G 250                    | QF 180                   |                          |                          | 3.895 | 23    |
| 7    | Kei Nishikori 03/11/2018         | A 0        | R16 180    | QF 360     | SF 780     | A 0          | R32 45       | R64 10       | QF 180       | R64 10       | R32 45       | QF 180       | QF 180       | F 600                    | F 300                    | F 300                    | G 100                    |                          |                          | 3.390 | 21    |
| 8    | John Isner 05/11/2018            | R128 10    | R16 180    | SF 780     | QF 360     | R64 10       | G 1000       | QF 180       | R32 10       | R16 90       | R64 10       | A 0          | R16 90       | G 250                    |                          |                          |                          |                          |                          | 3.155 | 22    |
| S1   | Karén Khatxànov                  | R64 45     | R16 180    | R16 180    | R32 90     | R128 10      | R32 45       | R64 10       | R64 10       | SF 360       | R16 90       | R32 45       | G 1000       | G 250                    | G 250                    |                          |                          |                          |                          | 2.835 | 25    |
| S2   | Borna Ćorić                      | R128 10    | R32 90     | R128 10    | R16 180    | SF 360       | QF 180       | R16 90       | R64 10       | R32 45       | R32 45       | F 600        | R16 90       | G 500                    |                          |                          |                          |                          |                          | 2.480 | 20    |

### Fase de grups

#### GrupGuga Kuerten
| CS | Jugador          | N. Đoković  | A. Zverev      | M. Čilić         | J. Isner         | V − D | Sets  | Jocs    | Pos. |
| 1  | Novak Đoković    |             | 6−4, 6−1       | 7−6(7), 6−2      | 6−4, 6−3         | 3 − 0 | 6 − 0 | 37 − 20 | 1    |
| 3  | Alexander Zverev | 4−6, 1−6    |                | 7−6(5), 7−6(1)   | 7−6(5), 6−3      | 2 − 1 | 4 − 2 | 32 − 33 | 2    |
| 5  | Marin Čilić      | 6−7(7), 2−6 | 6−7(4), 6−7(1) |                  | 6−7(2), 6−3, 6−4 | 1 − 2 | 2 − 5 | 38 − 41 | 3    |
| 8  | John Isner       | 4−6, 3−6    | 6−7(5), 3−6    | 7−6(2), 3−6, 4−6 |                  | 0 − 3 | 1 − 6 | 30 − 43 | 4    |

#### GrupLleyton Hewitt
| CS | Jugador        | R. Federer  | K. Anderson  | D. Thiem     | K. Nishikori | V − D | Sets  | Jocs    | Pos. |
| 2  | Roger Federer  |             | 6−4, 6−3     | 6−2, 6−3     | 6−7(4), 3−6  | 2 − 1 | 4 − 2 | 33 − 25 | 1    |
| 4  | Kevin Anderson | 4−6, 3−6    |              | 6−3, 7−6(10) | 6−0, 6−1     | 2 − 1 | 4 − 2 | 32 − 22 | 2    |
| 6  | Dominic Thiem  | 2−6, 3−6    | 3−6, 6−7(10) |              | 6−1, 6−4     | 1 − 2 | 2 − 4 | 26 − 30 | 3    |
| 7  | Kei Nishikori  | 7−6(4), 6−3 | 0−6, 1−6     | 1−6, 4−6     |              | 1 − 2 | 2 − 4 | 19 − 33 | 4    |

### Fase final
|  | Semifinals | Semifinals     | Semifinals       | Semifinals | Semifinals |                  |               | Final | Final | Final | Final | Final |
|  |            |                |                  |            |            |                  |               |       |       |       |       |       |
|  | 1          | Novak Đoković  | 6                | 6          |            |                  |               |       |       |       |       |       |
|  | 4          | Kevin Anderson | 2                | 2          |            |                  |               |       |       |       |       |       |
|  | 4          | Kevin Anderson | 2                | 2          |            | 1                | Novak Đoković | 4     | 3     |       |       |       |
|  |            |                |                  |            |            | 1                | Novak Đoković | 4     | 3     |       |       |       |
|  |            | 3              | Alexander Zverev | 6          | 6          |                  |               |       |       |       |       |       |
|  | 3          | 3              | Alexander Zverev | 6          | 6          | Alexander Zverev | 7             | 7     |       |       |       |       |
|  | 3          |                |                  |            |            | Alexander Zverev | 7             | 7     |       |       |       |       |
|  | 2          | Roger Federer  | 5                | 6⁵         |            |                  |               |       |       |       |       |       |

## Dobles

### Classificació
| Rq | Equips                                         | Millors resultats | Millors resultats | Millors resultats | Millors resultats | Millors resultats | Millors resultats | Millors resultats | Millors resultats | Millors resultats | Millors resultats | Millors resultats | Millors resultats | Millors resultats | Millors resultats | Millors resultats | Millors resultats | Millors resultats | Millors resultats | Punts | Torn. |
| Rq | Equips                                         | 1                 | 2                 | 3                 | 4                 | 5                 | 6                 | 7                 | 8                 | 9                 | 10                | 11                | 12                | 13                | 14                | 15                | 16                | 17                | 18                | Punts | Torn. |
| -- | ---------------------------------------------- | ----------------- | ----------------- | ----------------- | ----------------- | ----------------- | ----------------- | ----------------- | ----------------- | ----------------- | ----------------- | ----------------- | ----------------- | ----------------- | ----------------- | ----------------- | ----------------- | ----------------- | ----------------- | ----- | ----- |
| 1  | Oliver Marach Mate Pavić 27/07/2018            | G 2000            | F 1200            | F 600             | SF 360            | SF 360            | SF 360            | SF 360            | F 300             | F 300             | F 300             | G 250             | G 250             | G 250             | QF 180            | QF 180            | SF 180            | SF 180            |                   | 7.700 | 23    |
| 2  | Juan Sebastián Cabal Robert Farah 29/09/2018   | F 1200            | G 1000            | SF 720            | F 600             | QF 360            | SF 360            | SF 360            | R16 180           | QF 180            | QF 180            | SF 180            | SF 180            | F 150             |                   |                   |                   |                   |                   | 5.830 | 21    |
| 3  | Łukasz Kubot Marcelo Melo 13/10/2018           | F 1200            | G 1000            | G 500             | G 500             | QF 360            | G 250             | R16 180           | QF 180            | QF 180            | QF 180            | QF 180            | SF 180            |                   |                   |                   |                   |                   |                   | 5.430 | 24    |
| 4  | Jamie Murray Bruno Soares 11/10/2018           | G 1000            | F 600             | G 500             | G 500             | QF 360            | QF 360            | SF 360            | F 300             | QF 180            | SF 180            | F 150             |                   |                   |                   |                   |                   |                   |                   | 4.940 | 21    |
| 5  | Mike Bryan Jack Sock 14/10/2018                | G 2000            | G 2000            | SF 360            | QF 180            | QF 180            |                   |                   |                   |                   |                   |                   |                   |                   |                   |                   |                   |                   |                   | 4.810 | 7     |
| −  | Mike Bryan Bob Bryan                           | G 1000            | G 1000            | SF 720            | F 600             | F 600             | F 300             |                   |                   |                   |                   |                   |                   |                   |                   |                   |                   |                   |                   | 4.355 | 9     |
| 6  | Raven Klaasen Michael Venus 23/10/2018         | F 1200            | F 600             | F 300             | G 250             | R16 180           | QF 180            | QF 180            | QF 180            | QF 180            | QF 180            | SF 180            | F 150             |                   |                   |                   |                   |                   |                   | 4.300 | 24    |
| 7  | Nikola Mektić Alexander Peya 23/10/2018        | G 1000            | SF 720            | SF 360            | F 300             | G 250             | R16 180           | QF 180            | QF 180            | SF 180            | SF 180            | F 150             | F 150             |                   |                   |                   |                   |                   |                   | 3.920 | 21    |
| 8  | Pierre-Hugues Herbert Nicolas Mahut 14/10/2018 | G 2000            | G 500             | SF 360            | R16 180           | QF 180            |                   |                   |                   |                   |                   |                   |                   |                   |                   |                   |                   |                   |                   | 3.490 | 11    |
| S1 | Henri Kontinen John Peers                      | G 1000            | G 500             | QF 360            | G 250             | QF 180            | QF 180            |                   |                   |                   |                   |                   |                   |                   |                   |                   |                   |                   |                   | 2.740 | 20    |
| S2 | Jean-Julien Rojer Horia Tecău                  | F 600             | G 500             | SF 360            | G 250             | QF 180            | SF 180            |                   |                   |                   |                   |                   |                   |                   |                   |                   |                   |                   |                   | 2.700 | 15    |

### Fase de grups

#### GrupKnowles/Nestor
| CS | Jugador                             | O. Marach M. Pavić | Ł. Kubot M. Melo | M. Bryan J. Sock | P-H. Herbert N. Mahut | V − D | Sets  | Jocs    | Pos. |
| 1  | Oliver Marach Mate Pavić            |                    | 6−7(4), 4−6      | 4−6, 6−7(4)      | 6−4, 7−6(3)           | 1 − 2 | 2 − 4 | 33 − 36 | 4    |
| 3  | Łukasz Kubot Marcelo Melo           | 7−6(4), 6−4        |                  | 3−6, 6−7(5)      | 2−6, 4−6              | 1 − 2 | 2 − 4 | 28 − 35 | 3    |
| 5  | Mike Bryan Jack Sock                | 6−4, 7−6(4)        | 6−3, 7−6(5)      |                  | 2−6, 2−6              | 2 − 1 | 4 − 2 | 30 − 31 | 2    |
| 8  | Pierre-Hugues Herbert Nicolas Mahut | 4−6, 6−7(3)        | 6−2, 6−4         | 6−2, 6−2         |                       | 2 − 1 | 4 − 2 | 34 − 23 | 1    |

#### GrupLlodra/Santoro
| CS | Jugador                                                | J.S. Cabal R. Farah    | J. Murray B. Soares                  | R. Klaasen M. Venus          | N. Mektić A. Peya H. Kontinen J. Peers | V − D       | Sets        | Jocs            | Pos. |
| 2  | Juan Sebastián Cabal Robert Farah                      |                        | 4−6, 3−6                             | 6−3, 7−6(5)                  | 6−3, 6−4 (Mektić/Peya)                 | 2 − 1       | 4 − 2       | 32 − 28         | 2    |
| 4  | Jamie Murray Bruno Soares                              | 6−4, 6−3               |                                      | 7−6(5), 4−6, [10−5]          | 3−6, 7−6(3), [10−3] (Kontinen/Peers)   | 3 − 0       | 6 − 2       | 35 − 31         | 1    |
| 6  | Raven Klaasen Michael Venus                            | 3−6, 6−7(5)            | 6−7(5), 6−4, [5−10]                  |                              | 7−6(5), 7−6(5) (Mektić/Peya)           | 1 − 2       | 3 − 4       | 35 − 37         | 3    |
| 7  | Nikola Mektić Alexander Peya Henri Kontinen John Peers | 3−6, 4−6 (Mektić/Peya) | 6−3, 6−7(3), [3−10] (Kontinen/Peers) | 6−7(5), 6−7(5) (Mektić/Peya) |                                        | 0 − 2 0 − 1 | 0 − 4 1 − 2 | 19 − 26 12 − 11 | − 4  |

### Fase final
|  | Semifinals | Semifinals                          | Semifinals           | Semifinals | Semifinals |      |                      | Final                               | Final | Final | Final | Final |
|  |            |                                     |                      |            |            |      |                      |                                     |       |       |       |       |
|  | 8          | Pierre-Hugues Herbert Nicolas Mahut | 6                    | 5          | [10]       |      |                      |                                     |       |       |       |       |
|  | 2          | Juan Sebastián Cabal Robert Farah   | 3                    | 7          | [5]        |      |                      |                                     |       |       |       |       |
|  | 2          | Juan Sebastián Cabal Robert Farah   | 3                    | 7          | [5]        |      | 8                    | Pierre-Hugues Herbert Nicolas Mahut | 7     | 1     | [11]  |       |
|  |            |                                     |                      |            |            |      | 8                    | Pierre-Hugues Herbert Nicolas Mahut | 7     | 1     | [11]  |       |
|  |            | 5                                   | Mike Bryan Jack Sock | 5          | 6          | [13] |                      |                                     |       |       |       |       |
|  | 5          | 5                                   | Mike Bryan Jack Sock | 5          | 6          | [13] | Mike Bryan Jack Sock | 6                                   | 4     | [10]  |       |       |
|  | 5          |                                     |                      |            |            |      | Mike Bryan Jack Sock | 6                                   | 4     | [10]  |       |       |
|  | 4          | Jamie Murray Bruno Soares           | 3                    | 6          | [4]        |      |                      |                                     |       |       |       |       |